# Gamelin (ancienne circonscription fédérale)
Pour les articles homonymes, voir Gamelin (homonymie).
Gamelin fut une circonscription électorale fédérale du Québec, située sur l'île de Montréal. Elle fut représentée à la Chambre des communes de 1968 à 1988.
La circonscription fut créée en 1966 avec des parties des circonscriptions de Maisonneuve—Rosemont et de Mercier. Abolie en 1987, la circonscription fut redistribuée parmi Anjou—Rivière-des-Prairies, Hochelaga—Maisonneuve, Mercier et Saint-Léonard.

## Géographie
En 1892, la circonscription comprenait:
- La municipalité de paroisse de Saint-Jean-de-Dieu
- Une partie de la ville de Montréal comprenant la région des rues Sherbrooke et Viau et du boulevard Rosemont.

## Députés
| Législature                                                                                | Années    | Député | Député            | Parti                     |
| ------------------------------------------------------------------------------------------ | --------- | ------ | ----------------- | ------------------------- |
| Gamelin issue de Maisonneuve—Rosemont et de Mercier                                        |           |        |                   |                           |
| 28e                                                                                        | 1968–1972 |        | Arthur Portelance | Libéral                   |
| 29e                                                                                        | 1972–1974 |        | Arthur Portelance | Libéral                   |
| 30e                                                                                        | 1974–1979 |        | Arthur Portelance | Libéral                   |
| 31e                                                                                        | 1979–1980 |        | Arthur Portelance | Libéral                   |
| 32e                                                                                        | 1980–1984 |        | Arthur Portelance | Libéral                   |
| 33e                                                                                        | 1984–1988 |        | Michel Gravel     | Progressiste-conservateur |
| Dissoute parmi Anjou—Rivière-des-Prairies, Hochelaga—Maisonneuve, Mercier et Saint-Léonard |           |        |                   |                           |